# Irish Open 1921
Die Irish Open 1921 waren die 15. Austragung dieser internationalen Meisterschaften von Irland im Badminton. Sie fanden in Bray statt.	

## Finalresultate
| Disziplin    | Sieger                           | Finalist                         | Ergebnis          |
| ------------ | -------------------------------- | -------------------------------- | ----------------- |
| Herreneinzel | George Alan Thomas               | G. S. B. Mack                    | w.o               |
| Dameneinzel  | nicht ausgetragen                | nicht ausgetragen                | nicht ausgetragen |
| Herrendoppel | Frank Devlin Robert Plews        | George Alan Thomas G. S. B. Mack | w.o               |
| Damendoppel  | Hazel Hogarth E. F. Stewart      | Louisa Plews D. Anderson         | 15–9, 15–1        |
| Mixed        | George Alan Thomas Hazel Hogarth | Frank Devlin E. F. Stewart       | 15–7, 15–12       |